# Thomas Morley
Thomas Morley   (Norwich, 1559 - Londres, octubre 1602 (Julià)) va ser un compositor, teòric, cantant i organista anglès de la música del Renaixement tardà. Va ser un dels membres més destacats de l'"English Madrigal School". En referència a la forta influència italiana sobre el madrigal anglès, The New Grove Dictionary of Music and Musicians afirma que Morley va ser 
| « | "principalment responsable d'empeltar el brot italià a l'estup nadiu i d'iniciar la curiosament breu però brillant floració del madrigal que constitueix un dels episodis més colorits de la història de la música anglesa". | » |

Vivint a Londres al mateix temps que Shakespeare, Morley va ser el compositor de música profana més famós de l'Anglaterra isabelina. Ell i Robert Johnson són els compositors dels únics escenaris contemporanis de vers de Shakespeare.
Morley va ser actiu en la música eclesiàstica com a cantant, compositor i organista a la catedral de Sant Pau. També es va dedicar a l'edició musical. Des de 1598 fins a la seva mort va tenir una patent d'impressió (un tipus de monopoli). Va utilitzar el monopoli en associació amb impressores musicals professionals com Thomas East.

## Vida i carrera
Morley va néixer a Norwich, fill d'un cerveser. El més probable és que va ser un cantant a la catedral local des de la seva infància, i esdevingué mestre de coristes allà el 1583. Pot ser que fos catòlic romà, però va poder evitar el processament com a recusant, i hi ha proves que podria haver estat un informador de les activitats dels catòlics romans.
Es creu que Morley es va traslladar de Norwich a Londres abans de 1574 per ser corista a la catedral de Sant Pau. Al voltant d'aquesta època, va estudiar amb William Byrd, a qui va nomenar com el seu mentor en la seva publicació de 1597 A Plain and Easie Introduction to Practicall Musicke. Byrd també va ensenyar al contemporani de Morley, Peter Philips. El 1588 es va llicenciar a la Universitat d'Oxford, i poc després va ser emprat com a organista a St. Paul's de Londres. El seu fill petit va morir l'any següent el 1589. Ell i la seva dona Susan van tenir tres fills més entre 1596 i 1600.
El 1588 Nicholas Yonge va publicar la seva Musica transalpina, la col·lecció de madrigals italians equipats amb texts en anglès, que va posar en marxa la moda explosiva i acolorida de la composició madrigal a Anglaterra. Morley va trobar la seva direcció compositiva en aquest moment, i poc després va començar a publicar les seves pròpies col·leccions de madrigals (11 en total).
Morley va viure durant un temps a la mateixa parròquia que Shakespeare, i durant molt de temps s'ha especulat una connexió entre ambdós, però mai es va demostrar. El seu famós escenari de "Era un amant i la seva noia" de As You Like It, mai no s'ha establert que s'hagués utilitzat en una representació de l'obra de Shakespeare durant la vida del dramaturg.
Mentre Morley va intentar imitar l'esperit de Byrd en algunes de les seves primeres obres sagrades, va ser en la forma del madrigal que va fer la seva principal contribució a la història de la música. La seva obra en el gènere s'ha mantingut en el repertori fins als nostres dies, i mostra una varietat de color emocional, forma i tècnica més àmplia que qualsevol altra d'altres compositors de l'època. Normalment els seus madrigals són lleugers, de moviment ràpid i fàcilment cantables, com el seu conegut "Ara és el mes de maig" (que en realitat és un ballet); va agafar els aspectes de l'estil italià que s'adaptaven a la seva personalitat i els va anglicitzar. Altres compositors de l'escola anglesa de madrigals, per exemple Thomas Weelkes i John Wilbye, havien d'escriure madrigals d'una manera més seriosa o ombrívola.
A més dels seus madrigals, Morley va escriure música instrumental, inclosa música de teclat (alguna de les quals s'ha conservat al "Fitzwilliam Virginal Book") i música per a la consort trencada, un conjunt únic anglès de dues violes, flauta, llaüt, citter i bandora, sobretot tal com va publicar William Barley el 1599 a "The First Booke of Consortu, Lessons, the exquisite instruments to play by Authors Lessons, Treble llaüt, la bandora, la citerna, la base-violl, la flauta i el treble-violl2.
"Morley's Plaine and Easie Introduction to Practicall Musicke" (publicat el 1597) va romandre popular durant gairebé dos-cents anys després de la mort del seu autor, i encara és una referència important per a la informació sobre la composició i la interpretació del segle XVI.
Thomas Morley va ser enterrat al cementiri de l'església de St Botolph Billingsgate, que va ser destruïda en el Gran Incendi de Londres de 1666, i no va ser reconstruïda. Així es perdé la seva tomba.

## Composicions
Les composicions de Thomas Morley inclouen (en ordre alfabètic)::
| - April is in my mistress' face - Arise, get up my deere - Cease mine eyes - Come, lovers, follow me - Come, Sorrow, come - Crewell you pull away to soone - Christes crosse - Do you not know? - Fair in a morn - Fantasia for keyboard, Fitzwilliam Virginal Book CXXIV - Fantasie: Il Doloroso - Fantasie: Il Grillo - Fantasie: Il Lamento - Fantasie: La Caccia - Fantasie: La Rondinella - Fantasie: La Sampogna - Fantasie: La Sirena - Fantasie: La Tortorella - Fire Fire My Heart - Flora wilt thou torment mee - Fyre and Lightning - Goe yee my canzonets | - Good morrow, Fayre Ladies of the May - Harke Alleluia! - Hould out my hart - I goe before my darling - I saw my Lady weeping - I should for griefe and anguish - In nets of golden wyers - It was a lover and his lass - Joy, joy doth so arise - Joyne hands - La Caccia "The Chase" - La Girandola - Ladie, those eies - Lady if I through griefe - Leave now mine eyes - Lirum, Lirum - Lo hear another love - Love learns by laughing - Miraculous loves wounding - Mistress mine - My bonny lass she smileth - Nolo mortem peccatoris | - Now is the month of maying - O Mistresse mine - O thou that art so cruell - A painted tale - Say deere, will you not have me? - See, see, my own sweet jewel - Shepard's Rejoice - Sing we and chant it - Sleep, slumb'ring eyes - Sweet nymph - Thirsis and Milla - Those dainty daffadillies - Though Philomela lost her love, Oxford Book of English Madrigals - 'Tis the time of Yuletide Glee - Well Hall - What is it that this dark night - What ayles my darling? - When loe by break of morning - Where art thou wanton? - Will you buy a fine dog? - With my love my life was nestled |

### Sacred music
- The Burial Service
- De profundis clamavi
- Domine, dominus noster
- Domine, non est exultarem cor meum
- Eheu sustulerunt domine
- The First Service
- How long wilt thou forget me?
- O amica mea